# Kolej folwarczna
Kolej folwarczna – kolej wąskotorowa o uproszczonej konstrukcji, budowana do obsługi dużych folwarków.

## Informacje ogólne

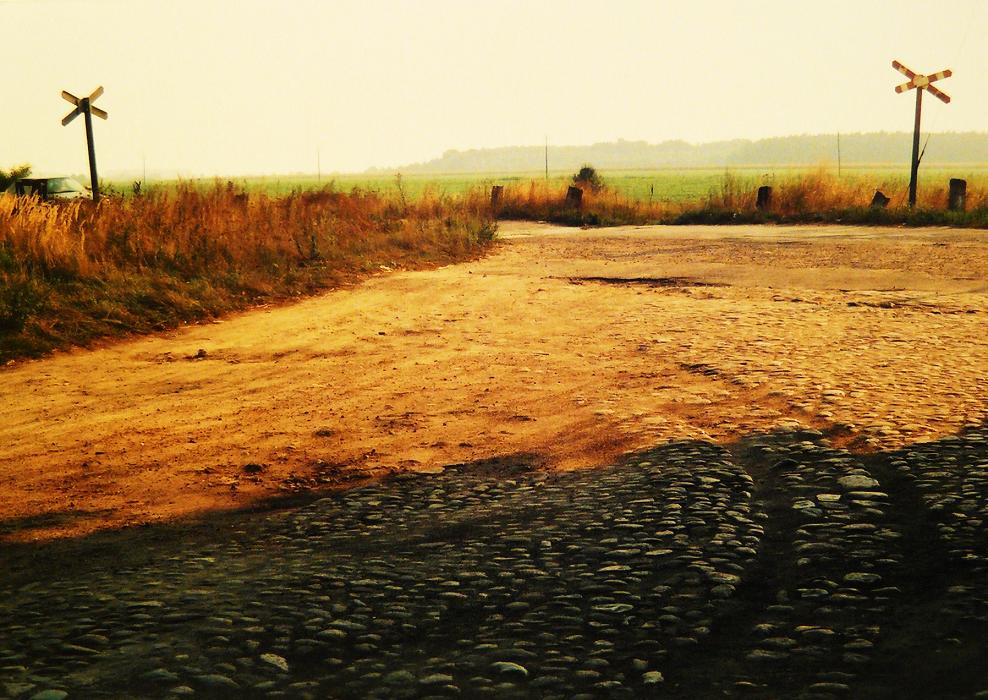
Strykowo Poznańskie – pozostałości torowiska kolei folwarcznej w bruku drogi stacyjnej

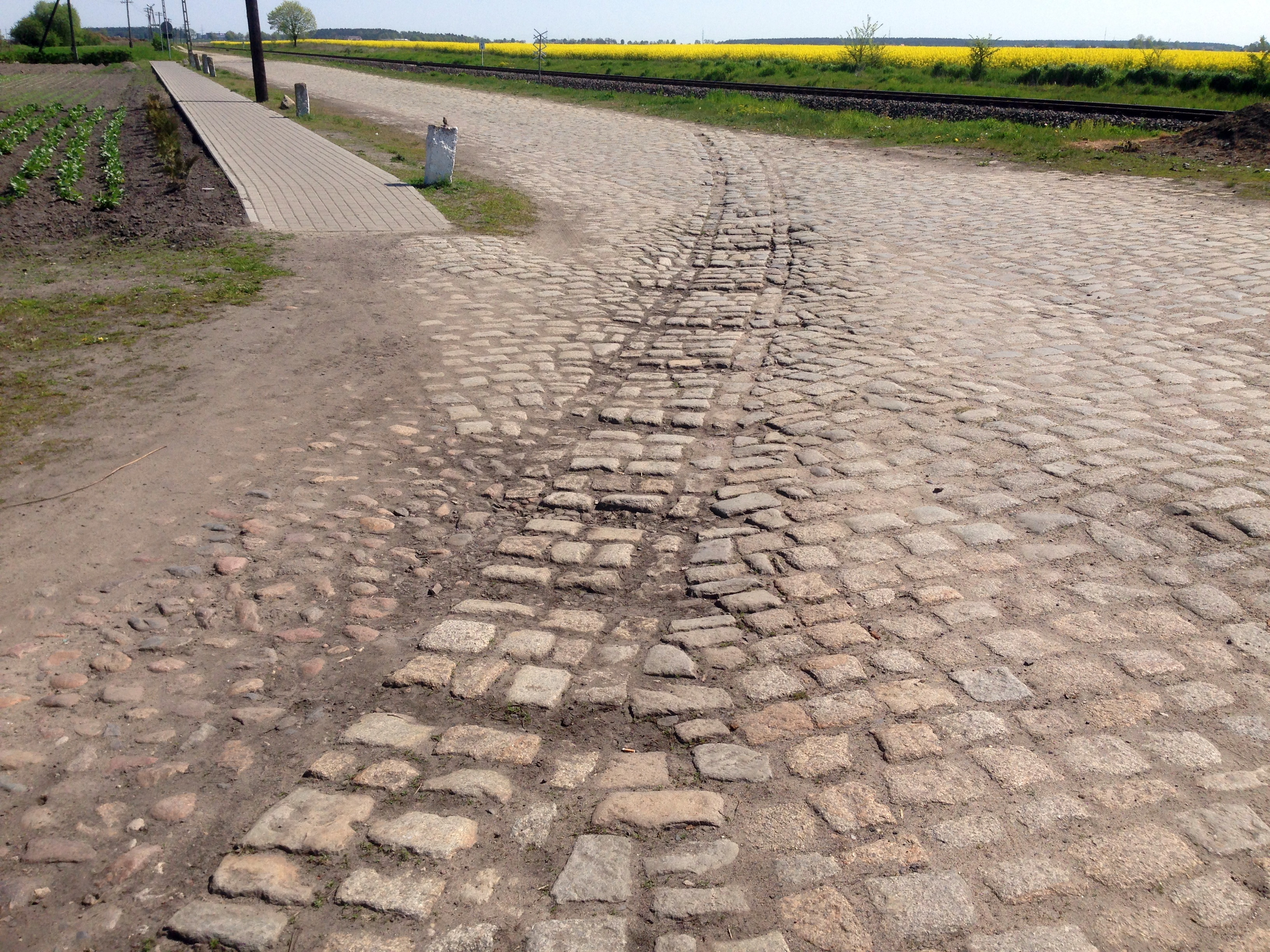
Strykowo Poznańskie – pozostałości torowiska kolei folwarcznej w bruku

Część torowisk kolei folwarcznych miała charakter tymczasowy i była przenoszona w miarę obsługiwanych w danym okresie części pól, należących do folwarku. Kolejami folwarcznymi przewożono przede wszystkim płody rolne z pól do folwarku, a także do stycznej z siecią kolei folwarcznej stacji kolei publicznej, celem wyekspediowania dalej (konieczny był przeładunek). Koleje folwarczne wykorzystywano też do przewozu towarów (np. węgiel, nawozy, artykuły przemysłowe) ze stacji kolei publicznej do folwarku, jak również (sporadycznie) do transportu robotników folwarcznych w obrębie własnej sieci. Tabor stanowiły najczęściej lory (platformy) lub proste węglarki dwuosiowe, jednak bywały również eksploatowane „wagony” o konstrukcji zbliżonej do furmanki postawionej na wąskotorowych wózkach. Eksploatowana trakcja była przede wszystkim konna, choć zdarzały się proste lokomotywy parowe, spalinowe lub benzolowe pozyskiwane często z demobilu wojskowego (patrz: kolej polowa). W obrębie folwarków wykorzystywano też trakcję ręczną.
Sieci kolei folwarcznych miały bardzo różne rozmiary: od pojedynczych kilkusetmetrowych linii łączących np. folwark ze stacją kolei publicznej do bardzo rozległych założeń, na które składało się nawet kilkanaście linii o łącznej długości kilkudziesięciu kilometrów, z rampami przeładunkowymi i torami odstawczymi.
Zmierzch kolei folwarcznych to lata 50. XX w., kiedy to zostały one wyparte przez traktory i ciężarówki. Obecnie w Polsce nie funkcjonuje żadna kolej folwarczna, mimo że w samej Wielkopolsce jeszcze w latach 40. i na początku 50. XX w. mapy wykazywały kilkadziesiąt takich sieci. Dłużej przetrwały (z reguły zdecydowanie bardziej rozbudowane i posiadające większą zdolność przewozową) koleje cukrownicze. Ostatnie z nich zlikwidowano po 2000 roku.
Ekspozycja poświęcona zagadnieniu kolei folwarcznych wystawiona jest w Muzeum Narodowym Rolnictwa w podpoznańskiej Szreniawie.
Pojęcie kolei folwarcznej należy odróżnić od kolei polowej. Koleje polowe mogły służyć różnym celom, również nierolniczym (zwłaszcza wojskowym, np. w czasie I wojny światowej). Koleje folwarczne natomiast budowane i eksploatowane były wyłącznie w celach rolnych (obsługa folwarków).

## Koleje folwarczne w Wielkopolsce

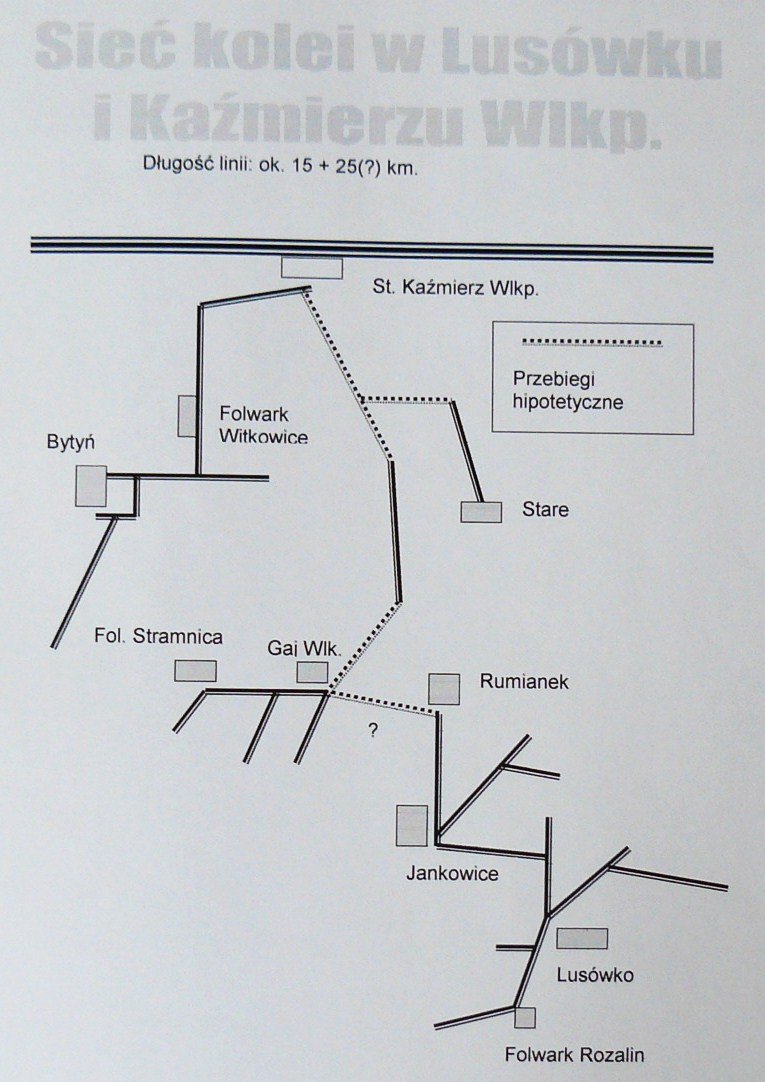
Przykład dużej sieci kolei folwarcznych (Lusówko – Kaźmierz)

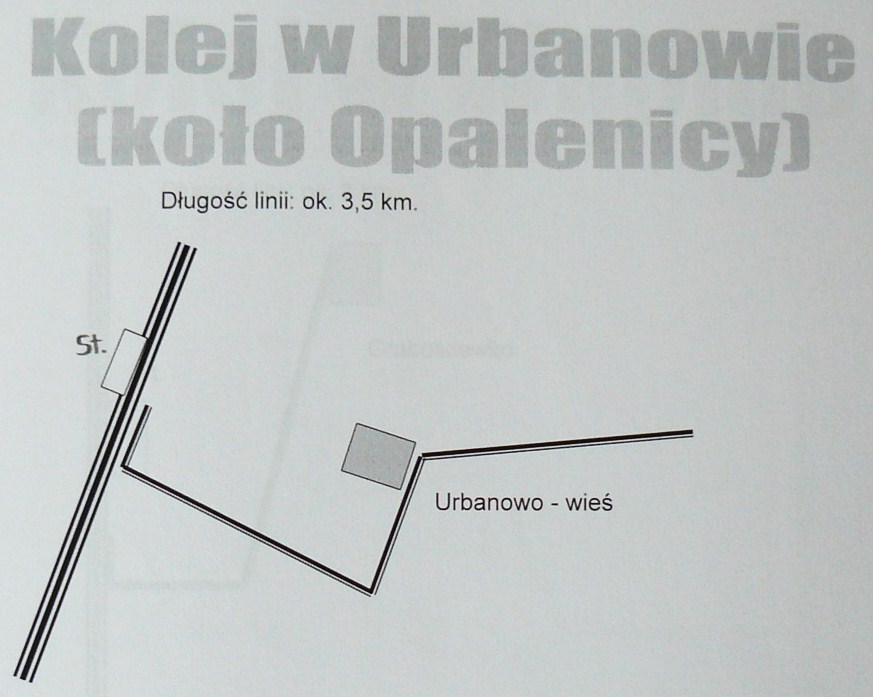
Przykład małej sieci kolei folwarcznej składającej się z jednej linii (Urbanowo)

Koleje folwarczne w Polsce najbardziej rozwinęły się na terenie Wielkopolski. Było to uwarunkowane specyfiką rolnictwa w tej części kraju – duże gospodarstwa folwarczne, wczesne i wysokie zaawansowanie technologiczne produkcji rolnej oraz dobrze rozwinięta sieć kolei publicznej, oferująca liczne punkty dostępu (stacje, ładownie) na terenach wiejskich. Czynniki te spowodowały dobry rozwój kolejnictwa folwarcznego – jeszcze w początku lat 50. XX w. mapy topograficzne wykazywały istnienie 46 sieci tego typu kolei na terenie szeroko rozumianej Wielkopolski. Były to następujące systemy kolei folwarcznych (nazwy podano od głównych folwarków lub stacji stycznych z koleją publiczną):
- Bielawy – Barchlin (pojedyncza linia),
- Bonikowo (pojedyncza linia z jednym drobnym odgałęzieniem),
- Brody – Chraplewo (sieć),
- Chocicza – Klęka (sieć),
- Chwałkowo Kościelne (dwie niezależne linie, po obu stronach linii publicznej Czempiń – Mieszków),
- Cykowo (pojedyncza linia, obsługująca prawdopodobnie także kopalnię torfu),
- Dopiewiec – Konarzewo (pojedyncza linia),
- Palędzie (mała sieć),
- Głuponie (mała sieć),
- Gorzyczki (sieć),
- Gościeszyn – Tłoki (sieć),
- Granowo Nowotomyskie – Wojnowice Wielkopolskie (duża sieć),
- Grodziszczko (powiat szamotulski) – Buk (pojedyncza linia),
- Gułtowy (sieć),
- Iwno (sieć),
- Laskownica – Łukowo (pojedyncza linia),
- Lubosz koło Międzychodu (pojedyncza linia),
- Lusówko – Kaźmierz (prawdopodobnie największa sieć w Wielkopolsce),
- Miąża – Kopanina (pojedyncza linia),
- Oborzyska Stare – Jarogniewice (pojedyncza linia z jednym małym odgałęzieniem),
- Olekszyn – Pomarzany (pojedyncza linia),
- Pamiątkowo – Zalewo (pojedyncza linia),
- Parkowo – Dąbrówka Ludomska (pojedyncza linia poprowadzona po dwóch stosunkowo dużych mostach) – nad Wełną i Flintą,
- Plastowo (sieć),
- Pomarzanowice (pojedyncza linia),
- Podstolice – Targowa Górka (sieć),
- Posadowo (pojedyncza linia),
- Przysieczyn (pojedyncza linia),
- Przysieka Stara (duża sieć, sięgająca do obrzeży Kościana),
- Ptaszkowo Wielkopolskie (mała sieć),
- Racot – Gryżyna (sieć z mostem na Kanale Kościańskim),
- Rąbczyn (pojedyncza linia),
- Rogaczewo Małe – Turew (sieć),
- Rokietnica – Żydowo (sieć),
- Sarbia – Gębice (pojedyncza linia),
- Sepno (sieć),
- Smuszewo (mała sieć),
- Strykowo Poznańskie (sieć),
- Szczuczyn – Gaj Mały (pojedyncza linia przechodząca przez Kobylniki),
- Śrem – Górczyn (pojedyncza linia),
- Psarskie koło Śremu – Mórka (sieć),
- Ujazd Wielkopolski (dwie niezależne sieci odchodzące na dwie strony linii Grodzisk Wlkp. – Kościan),
- Urbanowo (pojedyncza linia),
- Wapno (pojedyncza linia),
- Wargowo – Objezierze[1] (sieć),
- Wieszczyczyn (pojedyncza linia).